# مورانو کالابرو
مورانو کالابرو (به ایتالیایی: Morano Calabro) یک کومونه در ایتالیا است که در استان کزنتزا واقع شده‌است.

## خصوصیات
مورانو کالابرو ۱۱۲٫۳۴ کیلومترمربع مساحت و ۴٬۶۰۸ نفر جمعیت دارد و ۶۹۴ متر بالاتر از سطح دریا واقع شده‌است.

## خواهرخوانده
شهر پورتو آلگری خواهرخواندهٔ مورانو کالابرو هست.